# Sterigmatomyces
Sterigmatomyces är ett släkte av svampar. Sterigmatomyces ingår i familjen Agaricostilbaceae, ordningen Agaricostilbales, klassen Agaricostilbomycetes, divisionen basidiesvampar och riket svampar.
|                 | Agaricostilbum                               |
|                 |                                              |
| Sterigmatomyces | \| \| Sterigmatomyces halophilus \| \| \| \| |
|                 | \| \| Sterigmatomyces halophilus \| \| \| \| |
|                 | Bensingtonia                                 |
|                 |                                              |
|                 | Sterigmatomyces halophilus                   |
|                 |                                              |

|  | Sterigmatomyces halophilus |
|  |                            |